# Pandanus whitei
Pandanus whitei là một loài thực vật có hoa trong họ Dứa dại. Loài này được Martelli miêu tả khoa học đầu tiên năm 1924 publ. 1925.